# Marcel Bürge
Pour les articles homonymes, voir Bürge.
Marcel Bürge, né le 28 mars 1972 à Arbon, est un tireur suisse. Il est spécialisé dans le tir à la carabine.

## Palmarès

### Jeux olympiques
- 9e à la carabine à 50 mètres en 2004
- 18e à la carabine à 50 mètres 3 positions en 2004
- 47e à la carabine à 10 mètres air comprimé en 2004
- 32e à la carabine à 50 mètres en 2008
- 35e en carabine à 50 mètres 3 positions en 2008
- 11e à la carabine à 50 mètres 3 positions en 2012
- 14e à la carabine à 50 mètres en 2012

### Championnats du monde
- Champion du Monde à la carabine à 300 mètres en 2002
- Champion du Monde à la carabine à 50 mètres 3 positions en 2002
- Champion du Monde à la carabine à 300 mètres 3 positions en 2010

### Championnats d'Europe
- 2e à la carabine à 300 mètres 3 positions en 2001
- 2e à la carabine à 300 mètres 3 positions en 2009[1]